# Палтін (комуна)
Палтін (рум. Paltin) — комуна у повіті Вранча в Румунії. До складу комуни входять такі села (дані про населення за 2002 рік):
- Вилкань (133 особи)
- Гебарі (84 особи)
- Палтін (1331 особа)
- Прахуда (548 осіб)
- Цепа (159 осіб)

Комуна розташована на відстані 156 км на північ від Бухареста, 37 км на захід від Фокшан, 109 км на захід від Галаца, 87 км на схід від Брашова.

## Населення
За даними перепису населення 2002 року у комуні проживала 3671 особа, усі — румуни. Усі жителі комуни рідною мовою назвали румунську.
Склад населення комуни за віросповіданням:
| Релігія      | Кількість осіб | Відсоток |
| ------------ | -------------- | -------- |
| православні  | 3667           | 99,9%    |
| старообрядці | 3              | 0,1%     |
| реформати    | 1              | < 0,1%   |